# Guadalajara (stad in Spanje)
Guadalajara is de hoofdstad van de gelijknamige Spaanse provincie Guadalajara, in de autonome regio Castilië-La Mancha, met een oppervlakte van 236 km². Guadalajara telt 83.633 inwoners (1 januari 2016).

## Geografie
De stad ligt op ongeveer 55 km noordoostelijk van het centrum van de Spaanse hoofdstad Madrid en de internationale luchthaven Barajas.

## Historie

### Stichting

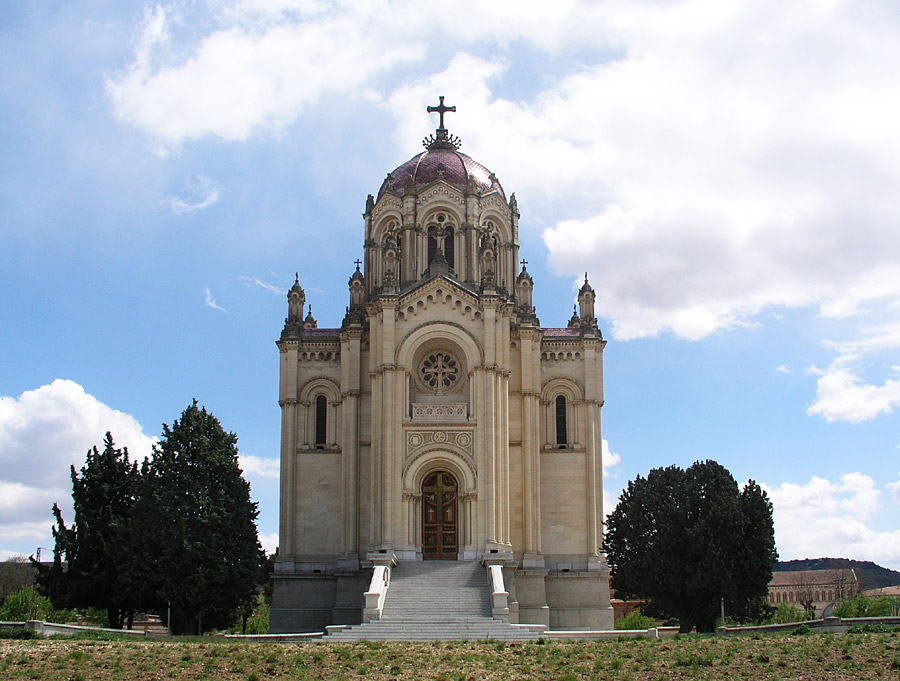
Pantheon van de Hertogin van Sevilla

Guadalajara is oorspronkelijk gesticht door Iberiërs en was in handen van de Carpetani. De nederzetting had de naam Arriaca, 'rivier van stenen', toen de Romeinen haar passeerden (Itinerarium Antonini pp. 436, 438). Bij verovering door de Romeinen werd de naam gewijzigd in Caraca, soms ook met Caracca aangeduid (Grieks: Κάραιεκα; Claudius Ptolemaeus ii. 6. § 57), en ingelijfd bij de Romeinse provincie Hispania Tarraconensis.
De stad lag destijds aan een hoofdweg, van Emerita (huidig Mérida) naar Caesarea Augusta (huidig Zaragoza), via Complutum (huidig Alcalá de Henares) en over de Spaanse Hoogvlakte waar enige tijd later ook Madrid zou worden gesticht.

### Arabieren

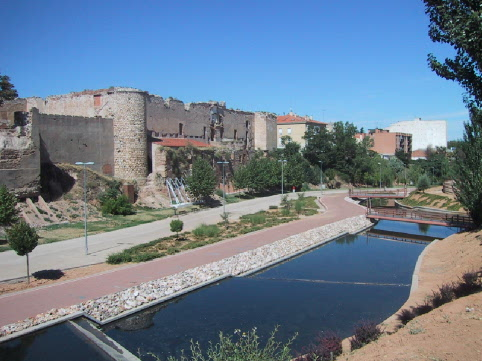
Ruïnes van het alcázar van Guadalajara

In de 8e eeuw vielen de Moren Guadalajara binnen ter versterking van hun (nieuwe) grens aan wat zij in het Arabisch Wādī al-Ḥajārah noemden (وادي الحجارة) ofwel rivier van stenen.
Van de historie gedurende de islamitische dominantie is niet zo veel bekend. Zij lieten hun sporen na met de brug over rivier de Henares en de ruïnes van het alcázar. Het Arabische Guadalajara viel onder de macht van de taifa Toledo.

### Reconquista
In 1085 werd Guadalajara heroverd door de Castiliaanse koning Alfons VI, een prestatie waarbij veel eer aan Alvar Fáñez de Minaya toekwam, een van de luitenants. Van 1085 tot de Slag bij Las Navas de Tolosa in 1212, onderging de stad de oorlogen tegen Almoraviden en Almohaden. Ondanks deze oorlog wist de nieuwe christelijke bevolking zich definitief binnen het territorium te vestigen. Zij kwamen hoofdzakelijk uit de meer noordelijk gelegen gebieden. Alfons VII verleende het stadje in 1133 een privilege dat later in 1219 werd uitgebreid door Ferdinand III. Dit leidde echter niet tot grote ontwikkelingen ten opzichte van vergelijkbare plaatsen. Onder Alfons X zorgde de koning voor economische ontwikkeling van de bevolking door het aan handelslieden bieden van bescherming en het toestaan van markten.

### Renaissance

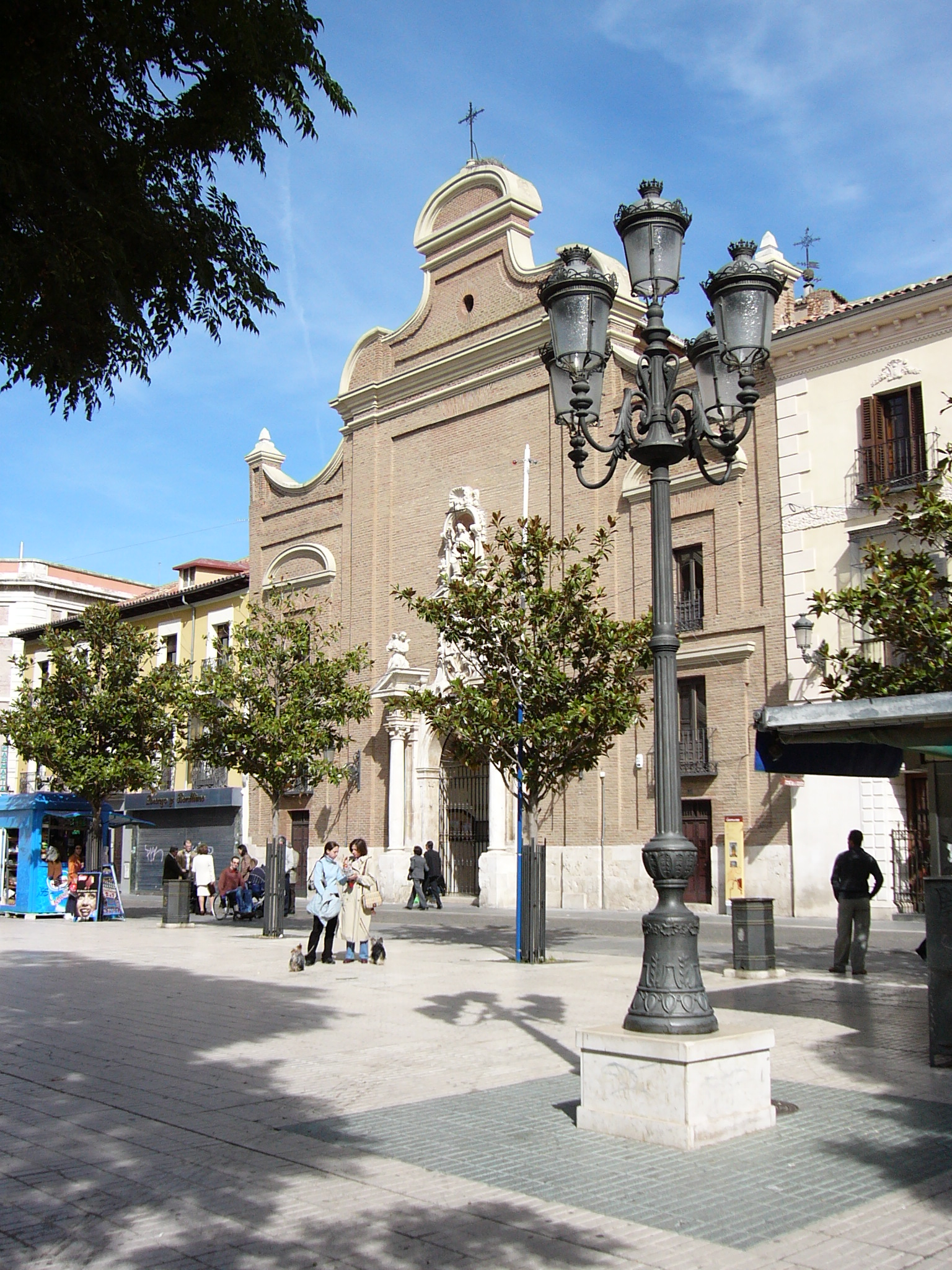
Parroquia de San Nicolás El Real

In de tweede helft van de 14e eeuw vestigde de familie Mendoza zich in Guadalajara, wat de stad grote voordelen zou opleveren. Onder de leden van deze familie bevinden zich prominenten als Íñigo López de Mendoza, Markies van Santillana (1398-1458) en Pedro González de Mendoza (1428-1495), de grote kardinaal van Spanje en adviseur van de Katholieke Koningen. In deze periode bereikte de stad een hoogtepunt waarbij koning Johan II de heerlijkheid van de stad aan de markies van Santillana Íñigo López de Mendoza verleende.
Onder het bestuur van de familie Mendoza kwamen veel belangrijke gebouwen van de grond, zowel civiel als religieus en hadden zij een grote aantrekkingskracht op nobelen en adellijken die in de stad neerstreken. Hierdoor werd de landbouw gestimuleerd, een noodzakelijkheid gecreëerd door de flinke groei van de stad.
In 1460 verleende koning Hendrik IV het stadsrecht aan Guadalajara en bevestigde zijn stem bij het Hof.
De weelde van de familie Mendoza, die sedert 1475 de titel van hertog van Infantado draagt, veronderstelde dat de edelachtbare heren van het Hof erop vertrouwden dat de hertogen naar de economische motor van het stedelijke leven handelden.

### Moderne tijd

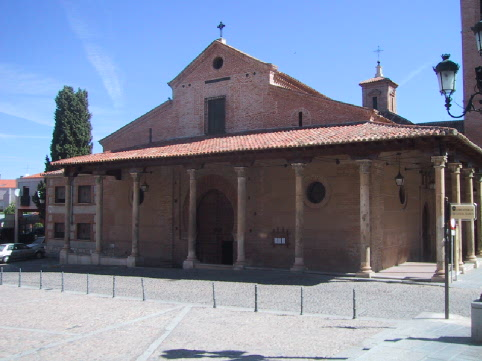
Concatedral de Santa María

Na de hoogtijdagen van de 15e eeuw verplaatste de familie Mendoza haar zetel naar Madrid, wat de verdere ontwikkeling van Guadalajara niet ten goede kwam en een zeker verval inluidde. Tijdens de Spaanse Successieoorlog werd Guadalajara geplunderd en liet koning Filips V het Alcázar de functie van fabriek bekleden waar tot begin 19e eeuw hoffelijke stoffen werden gemaakt.
De 19e eeuw begint met twee desastreuze gebeurtenissen: de enorme schade ten gevolge van de Spaanse Onafhankelijkheidsoorlog (1808-1813) en de sluiting van de stoffenfabriek in 1822. In 1808 werd Guadalajara ingenomen door het Franse leger onder aanvoering van generaal Hugo, waarbij het leeuwendeel van de stad werd verwoest.
In 1840 werd de stad als provinciehoofdstad aangewezen, als zetel voor openbare instellingen door het Plan Burgos (Steden Plan). Tevens werd een academie voor militaire ingenieurs opgericht. De groei van de stad gedurende de tweede helft van de 19e eeuw verliep langzaam, moeizaam voor wat betreft ambtelijke activiteiten en zonder industriële ontwikkeling.
Na de Spaanse Burgeroorlog (1936-1939), die wederom flinke ravages voortbracht, werd Guadalajara in 1959 opgenomen in ontwikkelingsplannen bedoeld om industrieën uit het stadshart van Madrid te verplaatsen en in de regio onder te brengen. In deze periode werd Guadalajara een van de snelst groeiende steden van het land. De vele stadsontwikkelingsplannen hebben ertoe bijgedragen dat de lokale economie opbloeit en het inwoneraantal evenals het welzijn van de bevolking flink is gestegen.

## Demografische ontwikkeling
Bron: INE; 1857-2011: volkstellingen
Opm.: aanhechting van Iriépal, Taracena, Valdenoches (1970), Marchamalo en Usanos (1981)

## Bezienswaardigheden

### Monumenten
- Palacio del Infantado (15e-eeuws)
- Iglesia de Santiago (14e-eeuws)
- Iglesia de San Gil (12e-eeuws)
- Iglesia de Nuestra Señora la Antigua (12e-eeuws)
- Iglesia de Santa María (Concatedral 13e-eeuws)
- Antigua Iglesia de los Remedios (16e-eeuws)
- Iglesia de San Ginés (16e-eeuws)
- Iglesia del Carmen (17e-eeuws)
- Iglesia de San Nicolás (17e-eeuws)
- Iglesia del Antiguo Convento de San Francisco (16e-eeuws)
- Capilla de Luis de Lucena (16e-eeuws)
- Palacio de Don Antonio de Mendoza y antiguo Convento de la Piedad (15e-eeuws)
- Overblijfselen van fort Guadalajara, de verdedigingswerken en de poorten tot de stad (Minaya Alvar Fáñez, Alamín en Bejanque)
- Panteón de la Duquesa de Sevillano (19e-eeuws)

### Natuur

#### Stadsparken

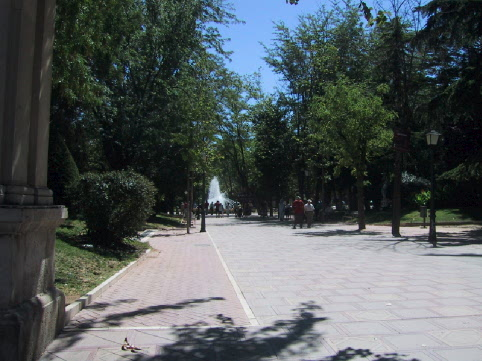
Parkweg door Parque de la Concordia

- Parque de la Constitución, gelegen aan de snelweg Madrid-Barcelona
- Parque de la Concordia, gelegen in de binnenstad
- Parque de la Amistad, gelegen aan de snelweg Madrid-Barcelona
- Parque del Río, gelegen aan het riviertje de Henares
- Parque de José de Creeft
- Parque de San Francisco
- Parque de San Roque
- Parque del Alamín
- Parque del Coquín
- Parque Fuente de la Niña

#### Markante natuurlijke contreien

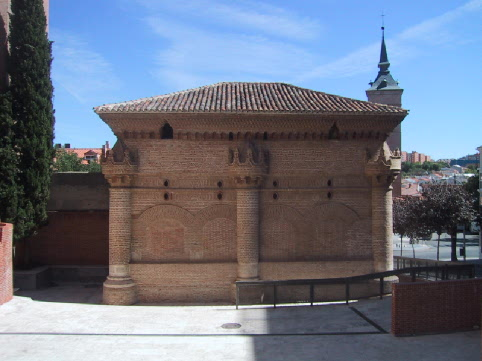
Capilla Luis de Lucena

- Recreatief gebied Villaflores (heuvelachtige Velázquez bossen)
- El Clavín, met panoramisch uitzicht op de stad en het dal van rivier de Henares
- Finca de Castillejos, bossen op de oevers van rivier de Henares
- Berg/rotsgebied "Hueva" ten noorden van de stad bij het gehuchtje Taracena

## Festivals
- Sacramentsdag (sinds de 15e eeuw)
- Fiestas patronales de la Virgen de la Antigua (sinds de 8e eeuw)
- Septemberfeesten

## Bereikbaarheid

### Snelwegen

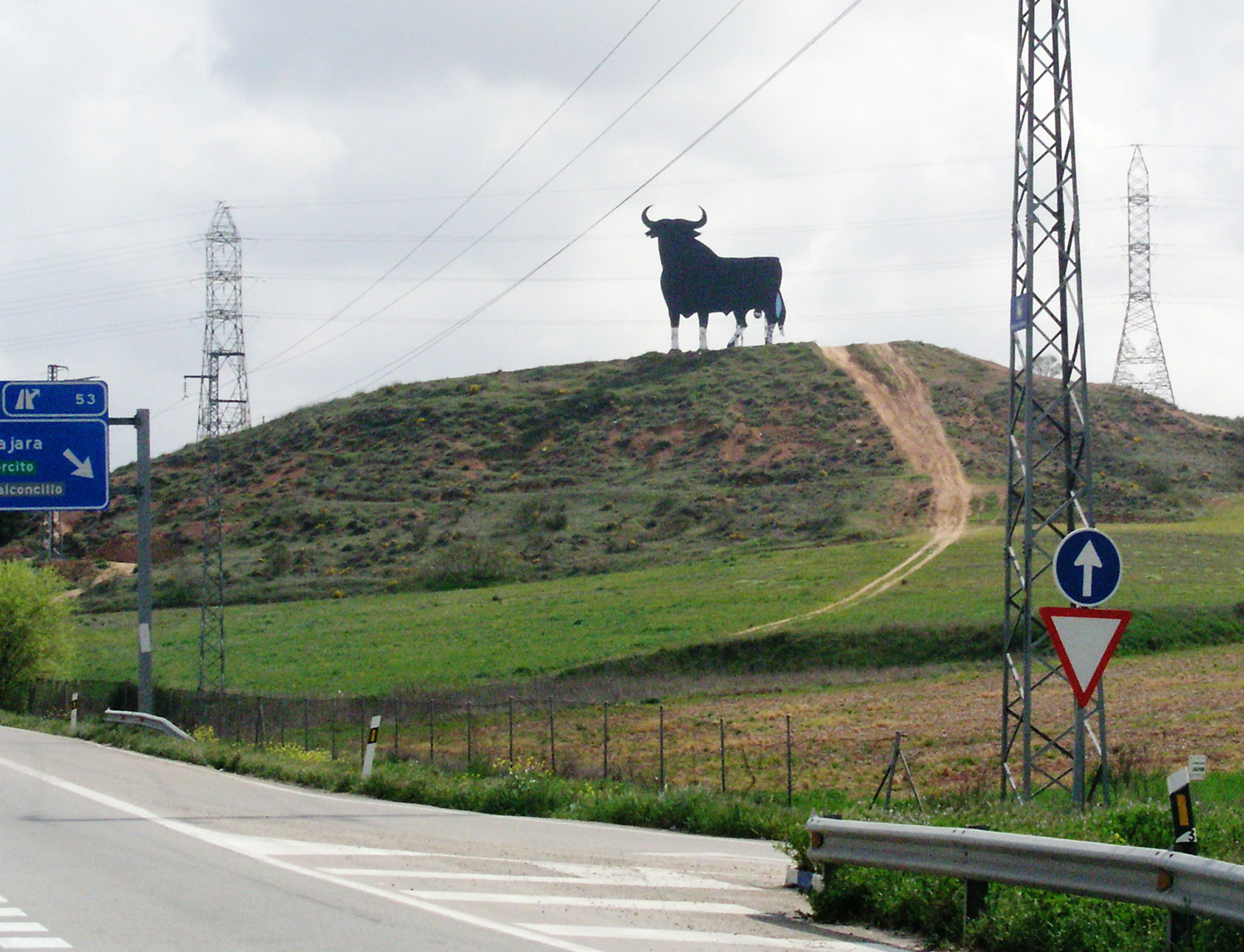
De typisch Spaanse zwarte stier "Toro de Osborne", hét informele nationaal symbool, is ook in Guadalajara te vinden.

| aanduiding | route                                                            |
| ---------- | ---------------------------------------------------------------- |
| A-2/E-90   | Madrid-Guadalajara-Zaragoza-Lleida-Barcelona-Girona-Franse grens |
| R-2        | Madrid-Guadalajara (Noord)                                       |
| N-320      | Madrid-Cuenca                                                    |

### Openbaar vervoer

#### Busverbindingen
Guadalajara kent een aantal busverbindingen met omliggende dorpen en steden. Deze buslijnen worden geëxploiteerd door TRAPSA.

#### Voorstadstreinen
Als voorstad van Madrid is het spoor van Guadalajara onderdeel van het Madrileense netwerk van voorstadstreinen (Cercanías) dat geëxploiteerd wordt door de nationale spoorwegmaatschappij RENFE. Het station wordt ook aangedaan door regionale treinen die verder richting Zaragoza rijden. Het treinstation bevindt zich aan de westzijde van de stad.

#### Hogesnelheidstrein

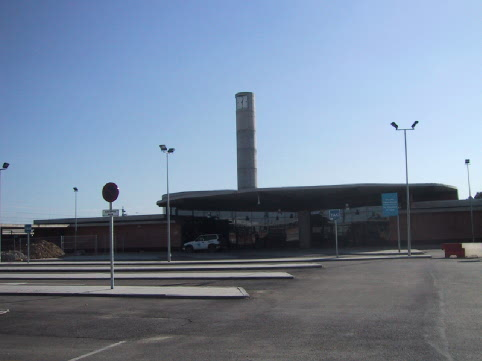
AVE en busstation Guadalajara-Yebes

In 2004 heeft Guadalajara aan de oostzijde van de stad een modern station gekregen waarmee het tevens per hogesnelheidstrein (AVE-treinen) met andere Spaanse steden wordt verbonden. In de eerste fase omvatte het traject Madrid - Guadalajara - Calatayud - Zaragoza - Lleida. Begin 2008 is de tweede fase gereed gekomen waarbij het traject verlengd is tot Barcelona. De lijn is verder doorgetrokken naar de Franse grens waar hij aansluiting vindt op het Europese hogesnelheidsnet (zie ook: Alta Velocidad Española). Deze lijn wordt eveneens door RENFE geëxploiteerd. Met de hogesnelheidstrein reist men in 15 minuten naar Madrid en in slechts ruim anderhalf uur naar het ongeveer 566 km verder gelegen Barcelona, wat voor forensen behapbare reistijden zijn.
Nabij het nieuwe hogesnelheidsspoorstation verrijst een nieuw stedelijke uitbreiding dat de naam Valdeluz heeft meegekregen, waar ongeveer 30.000 mensen komen wonen.

## Stedenbanden
- Buga (Colombia), sinds 1996
- Guadalajara (Mexico), sinds 1982
- Livorno (Italië), sinds 1979
- Nitra (Slowakije), sinds 1988
- Nuneaton en Bedworth (Verenigd Koninkrijk), sinds 1990
- Parma (Italië), sinds 1982
- Roanne (Frankrijk), sinds 1980

## Trivia
- De Mexicaanse stad Guadalajara in de staat Jalisco is gesticht door Nuño Beltrán de Guzmán, afkomstig uit de Spaanse stad Guadalajara.
- De naam Guadalajara is afgeleid van het Arabische Wādī al-Ḥajārah (واديالحجارة), dat "rivier met stenen" betekent. Guadalajara dankt deze naam aan de rivier de Henares en de vele stenen langs de oevers.
- Tijdens de Spaanse Burgeroorlog vond hier het Guadalajaraoffensief plaats.